# USS Taylor (DD-468)
USS Taylor (DD-468/DDE-468) là một tàu khu trục lớp Fletcher được Hải quân Hoa Kỳ chế tạo trong Chiến tranh Thế giới thứ hai. Nó là chiếc tàu chiến thứ hai của Hải quân Mỹ được đặt cái tên này, và là chiếc duy nhất được đặt theo tên Chuẩn đô đốc William Rogers Taylor (1811-1889), người phục vụ trong cuộc Chiến tranh Mexico-Hoa Kỳ và cuộc Nội chiến Hoa Kỳ. Tham gia suốt Thế Chiến II, con tàu còn tham gia các cuộc Chiến tranh Triều Tiên và Chiến tranh Việt Nam, được tặng thưởng tổng cộng 23 Ngôi sao Chiến trận trước khi ngừng hoạt động năm 1969. Nó được chuyển cho Ý và tiếp tục hoạt động cùng Hài quân Ý như là chiếc Lanciere (D560) cho đến khi ngừng hoạt động năm 1971, được tháo dỡ để làm nguồn phụ tùng thay thế cho các tàu chị em còn hoạt động.

## Thiết kế và chế tạo
Taylor được đặt lườn tại xưởng tàu của hãng Bath Iron Works Corp. ở Bath, Maine vào ngày 28 tháng 8 năm 1941. Nó được hạ thủy vào ngày 7 tháng 6 năm 1942; được đỡ đầu bởi bà H. A. Baldridge; và nhập biên chế tại Xưởng hải quân Charlestown gần Boston, Massachusetts vào ngày 28 tháng 8 năm 1942 dưới quyền chỉ huy của Hạm trưởng, Thiếu tá Hải quân Benjamin Katz.

## Lịch sử hoạt động

### 1942-1943
Thoạt tiên hoạt động cùng Hạm đội Đại Tây Dương, Taylor được phân về Hải đội Khu trục 20, huấn luyện tại Casco Bay, Maine, và tiến hành chạy thử máy tại vùng biển Bắc Đại Tây Dương trước khi được phân công hộ tống các đoàn tàu vận tải ven biển. Vai trò này kéo dài cho đến giữa tháng 11, khi nó hộ tống một đoàn tàu vượt đại dương đến một điểm ngoài khơi Casablanca. Chuyến đi diễn ra suôn sẻ, ngoại trừ việc ngăn chặn một tàu buôn Tây Ban Nha, chiếc SS Darro. Một đội đổ bộ từ Taylor đã áp giải con tàu trung lập đến Gibraltar để ngăn nó truyền đi thông tin về đoàn tàu vận tải đến đối phương. Chiếc tàu khu trục quay trở về Norfolk, Virginia vào đầu tháng 12, và ở lại đây cho đến giữa tháng.
Vào ngày 17 tháng 12, Taylor rời Hampton Roads cùng Lực lượng Đặc nhiệm 13 lên đường để phục vụ cùng Hạm đội Thái Bình Dương. Sau khi đi qua kênh đào Panama và một chặng dừng tại Tutuila thuộc quần đảo Samoa, nó đi đến Nouméa, Nouvelle-Calédonie vào ngày 20 tháng 1 năm 1943, và hoạt động tại khu vực Tây Nam Thái Bình Dương. Từ Nouméa, nó tiếp tục đi về phía Tây đến Efate thuộc nhóm quần đảo New Hebrides, tiến vào cảng Havannah vào ngày 26 tháng 1. Tại đây, nó được phối thuộc cùng Đội khu trục 41 trực thuộc Hải đội Khu trục 21, lực lượng gồm hai nhóm bốn tàu khu trục làm nhiệm vụ bảo vệ cho Lực lượng Đặc nhiệm 18 dưới quyền Chuẩn đô đốc Robert C. Giffen, bao gồm ba tàu tuần dương hạng nặng, hai tàu tuần dương hạng nhẹ và hai tàu sân bay hộ tống.

#### Trận chiến đảo Rennell
Vào ngày 27 tháng 1, Taylor rời cảng Havannah cùng các tàu chiến khác của Lực lượng Đặc nhiệm 18 để tăng cường cho Guadalcanal. Dựa trên những tin tức tình báo thu được cho thấy có một nỗ lực lớn của phía Nhật Bản nhằm tăng viện cho lực lượng đồn trú đang bị vây hãm tại đây, Đô đốc William Halsey tung ra lực lượng nhằm có được một chiến thắng mặt biển quyết định trước đối phương. Điều này đã không xảy ra, vì thực chất các hoạt động của đối thủ chỉ nhằm chuẩn bị cho việc rút lui toàn diện. Thay vào đó, trong Trận chiến đảo Rennell, đối phương nhắm vào Lực lượng Đặc nhiệm 18 bằng những đòn không kích.
Chiều tối ngày 29 tháng 1, máy bay ném bom-ngư lôi Mitsubishi G4M "Betty" đối phương đã tấn công Lực lượng Đặc nhiệm 18 bằng ngư lôi. Các con tàu đã đánh trả thành công đợt thứ nhất bằng hỏa lực phòng không, chỉ chịu đựng những thiệt hại nhẹ, và tiếp tục di chuyển để gặp gỡ các đơn vị khác của lực lượng hỗ trợ. Sau một nỗ lực phối hợp, phi công Nhật Bản đánh trúng ngư lôi vào tàu tuần dương hạng nặng Chicago (CA-29). Khi tàu tuần dương Louisville (CA-28) tìm cách kéo Chicago bị hư hại, Taylor đã giúp đỡ bảo vệ các con tàu đang rút lui ra khỏi tầm hoạt động của máy bay đối phương. Sang ngày hôm sau, các cuộc không kích lại tiếp nối ác liệt hơn, và sau khi Chicago trúng thêm bốn quả ngư lôi nữa và bị đắm, chiếc tàu khu trục trợ giúp cứu vớt những người sống sót rồi quay trở về Efate.
Vào ngày 4 tháng 2, Taylor và các tàu khác thuộc Đội khu trục 21 được điều sang Lực lượng Đặc nhiệm 67, lực lượng tuần dương-khu trục dưới quyền Chuẩn đô đốc Walden L. Ainsworth. Không lâu sau đó Lực lượng Đặc nhiệm 67 trở thành Lực lượng Đặc nhiệm 18; trong khi Lực lượng Đặc nhiệm 18 trước đây trở thành Lực lượng Đặc nhiệm 19. Trong tháng 2 và tháng 3, Taylor hộ tống các tàu tuần dương dưới quyền Ainsworth: St. Louis (CL-49), Honolulu (CL-48) và Helena (CL-50), trong các chiến dịch giữa Espiritu Santo và Guadalcanal. Trong đêm 15-16 tháng 3, nó tham gia cùng các tàu khu trục Nicholas (DD-449), Radford (DD-446) và Strong (DD-467) trong bốn đợt bắn phá đồn điền Vila Stanmore trên đảo Kolombangara ở khu vực Trung tâm quần đảo Solomon. Đến ngày 26 tháng 3, nó rời Espiritu Santo để hộ tống các chiếc Kanawha (AO-1), Aloe (YN-1) cùng sáu tàu vận tải duyên hải đi Guadalcanal. Các con tàu đi đến Tulagi vào ngày 29 tháng 3, và trong khi Kanawha chất dỡ hàng hóa, Taylor tiếp nối các hoạt động ngoài khơi cùng các tàu tuần dương của Ainsworth.
Trong các đêm 4, 5 và 6 tháng 4, Taylor đã cùng lực lượng càn quét eo biển New Georgia (biệt danh "Cái Khe") trước khi nó được lệnh quay trở lại Tulagi vào ngày 7 tháng 4 để hộ tống Kanawha. Khi chiếc tàu khu trục sắp đi vào cảng Tulagi, một cuộc không kích lớn của Nhật Bản đã khiến nhiệm vụ của nó bị hủy bỏ do Kanawha bị trúng bom trước khi kịp rời cảng. Taylor phải mở tốc độ lên đến 30 kn (56 km/h) và rời khu vực ngang qua eo biển Sealark, bắn rơi ba máy bay đối phương và gây hư hại cho hai chiếc khác trong quá trình rút lui.
Trong thời gian còn lại của tháng 4, Taylor hộ tống các đoàn tàu vận tải tại khu vực quần đảo Solomon và giữa các đảo này đến Espiritu Santo. Vào ngày 20 tháng 4, nó gia nhập trở lại Lực lượng Đặc nhiệm 18, và sau một đợt đại tu ngắn, nó lại tháp tùng các tàu tuần dương đi dọc lên "Cái Khe" hai lần trong khoảng thời gian từ ngày 4 đến ngày 14 tháng 5 để hỗ trợ các hoạt động rải mìn trong vịnh Vella. Trong đợt thứ hai từ ngày 11 đến ngày 14 tháng 5, nó và các tàu chiến khác đã bắn phá các căn cứ đối phương tại Vila, cảng Bairoko và vịnh Enogai.
Từ cuối tháng 5 đến đầu tháng 7, Taylor làm nhiệm vụ hộ tống. Vào ngày 25 tháng 5, nó rời Espiritu Santo để hộ tống cho chiếc Munargo (AP-20) và quay trở về Espiritu Santo vào ngày 30 tháng 5. Trong hoạt động tiếp theo nhằm hộ tống một đoàn tàu vận tải chuyển quân đến Guadalcanal và quay trở về, nó đã bảo vệ phòng không chống lại máy bay Nhật Bản tấn công tại phía Nam San Cristobal vào ngày 10 tháng 6. Sau khi được sửa chữa tại Espiritu Santo, nó phục vụ bảo vệ chống tàu ngầm cho chiếc tàu sân bay hộ tống Sangamon (ACV-26) cho đến ngày 6 tháng 7, khi nó đi đến Tulagi trình diện để phục vụ cùng Lực lượng Đặc nhiệm 31.

#### Trận Kolombangara
Trong bốn tháng tiếp theo, Taylor hỗ trợ các cuộc tấn công tại khu vực Trung tâm quần đảo Solomon. Vào tháng 7, nó hỗ trợ cuộc đổ bộ lên New Georgia. Vào các ngày 11 và 12 tháng 7, nó hỗ trợ cuộc đổ bộ binh lính và tiếp liệu lên Rice Anchorage thuộc vịnh Kula cũng như triệt thoái những người bị thương. Vào sáng ngày 12 tháng 7, nó tấn công và gây hư hại cho một tàu ngầm Kiểu Ro, nhưng không thể xác định đã tiêu diệt đối thủ. Xế trưa hôm đó, chiếc tàu khu trục được tạm thời cho tách khỏi Lực lượng Đặc nhiệm 31 để phối thuộc cùng Lực lượng Đặc nhiệm 18, di chuyển dọc lên "Cái Khe" cùng các tàu tuần dương của đô đốc Ainsworth, những chiếc đã từng hoạt động cùng với nó ngoại trừ tàu tuần dương hạng nhẹ HMNZS Leander thay thế cho Helena sau khi chiếc này bị đánh chìm trong Trận chiến vịnh Kula, để đánh chặn một lực lượng tàu nổi Nhật Bản. Hai lực lượng đối địch đụng độ vào chiều tối hôm đó, khi Taylor cùng các tàu khu trục khác tấn công bằng ngư lôi rồi tham gia cùng các tàu khác thuộc Lực lượng Đặc nhiệm 18 tấn công bằng hải pháo, đánh trúng ngư lôi vào tàu tuần dương Jintsu ngay sau ống khói số 2, khiến nó vỡ làm đôi. Soái hạm của lực lượng Nhật Bản đã bị đánh chìm, và kèm theo đó là chỉ huy của lực lượng, Chuẩn đô đốc Shunji Izaki.
Sau Trận Kolombangara, Taylor quay trở lại cùng Lực lượng Đặc nhiệm 31 và tiếp nối nhiệm vụ hỗ trợ các cuộc tấn công đổ bộ tại khu vực Trung tâm Solomon. Trong đêm 15-16 tháng 7, nó vớt những người sống sót của chiếc Helena ngoài khơi đảo Vella Lavella. Khoảng một tuần sau, trong đêm 23-24 tháng 7, nó hỗ trợ cho cuộc đổ bộ lên vịnh Enogai và tham gia bắn phá cảng Bairoko. Sáng hôm sau, hải pháo của nó bắn phá các vị trí của quân Nhật chung quanh khu vực Munda của New Georgia.

#### Trận chiến ngoài khơi Horaniu
Taylor rời Guadalcanal vào ngày 30 tháng 7 cùng một đoàn tàu vận tải để hướng đến Nouvelle-Calédonie; nó được cho tách ra trên đường đi đến Nouméa để gia nhập Lực lượng Đặc nhiệm 37 tại Efate. Vào ngày 11 tháng 8, nó cùng Nicholas, O'Bannon (DD-450) và Chevalier (DD-451) được lệnh quay trở lại để gia nhập trở lại Lực lượng Đặc nhiệm 31 cho giai đoạn tấn công lên Vella Lavella, trong khuôn khổ chiến dịch tại miền Trung Solomon.
Thoạt tiên Taylor hỗ trợ cho cuộc đổ bộ vào ngày 15 tháng 8, rồi bốn chiếc tàu khu trục được lệnh rời khu vực neo đậu trong vịnh Purvis hai ngày sau đó để ngăn chặn một lực lượng bốn sà lan chở quân đối phương có bốn tàu khu trục bảo vệ. Trong Trận chiến ngoài khơi Horaniu diễn ra lộn xộn sau đó với các màn đấu pháo và ngư lôi, không chiếc tàu khu trục nào của cả hai phía bị mất, cho dù đạn pháo Hoa Kỳ đã bắn cháy tàu khu trục Hamakaze, khiến nó bị hư hại. Sau khi các tàu khu trục Nhật thoát đi, phía Hoa Kỳ tập trung chú ý vào các tàu vận tải bị phân tán đối phương, đánh chìm hai tàu săn ngầm, một số xuồng phóng lôi và một sà lan trước khi rút lui. Hai ngày sau, bốn chiếc tàu khu trục quay trở lại khu vực để càn quét tàu bè đối phương, không bắt gặp đối thủ nhưng chịu đựng những cuộc không kích trong suốt buổi chiều tối. Trong vòng chín ngày, Taylor và đồng đội đã thực hiện thêm tám chuyến đi khác ngược lên "Cái Khe", trong đó một lần nhằm hỗ trợ các hoạt động quét mìn ngoài khơi bờ biển phía Tây Kolombangara, mà không gặp sự cố nào.
Taylor rời Guadalcanal và khu vực Solomon vào ngày 28 tháng 8 để hộ tống chiếc tàu chở hàng Titania (AKA-13) đi Nouméa. Sau một giai đoạn nghỉ ngơi, sửa chữa và tiếp liệu kéo dài mười ngày tại Sydney, Australia, nó hộ tống một đoàn tàu vận tải chuyển quân đi từ Nouméa đến Guadalcanal. Nó quay trở lại khu vực Tulagi-vịnh Purvis vào ngày 30 tháng 9, tiếp nối các hoạt động hỗ trợ tại Vella Lavella. Vào lúc này quân Nhật đã bắt đầu triệt thoái bỏ qua Kolombangara, và sắp hành động tương tự như vậy tại Vella Lavella; và vậy Taylor cùng các tàu khu trục khác lại càn quét ban đêm dọc "Cái Khe" để đánh phá các sà lan đối phương.

#### Hải chiến Vella Lavella
Trong đêm 2 tháng 10, Taylor cùng Terry (DD-513) và Ralph Talbot (DD-390) đối đầu với những sà lan và tàu nổi đối phương tại vùng biển giữa Choiseul và Kolombangara. Trận Hải chiến Vella Lavella đã diễn ra bốn ngày sau đó với lực lượng triệt thoái khỏi Vella Lavella và Kolombangara. Đang khi hộ tống một đoàn tàu vận tải về phía Nam New Georgia, Taylor cùng Ralph Talbot và La Vallette (DD-448) được lệnh gia nhập cùng O'Bannon, Chevalier và Selfridge, vốn đã đụng độ với chín tàu khu trục Nhật Bản bảo vệ cho đội triệt thoái Vella Lavella. Hai phía đôi địch đã đấu pháo và ngư lôi, khi chiếc Chevalier bị mất đổi lấy tàu khu trục Yūgumo. Trong trận này, Selfridge cũng trúng phải ngư lôi còn O'Bannon đâm vào đuôi Chevalier nhưng cả hai chiếc đã sống sót. Taylor đã cặp bên mạn Selfridge ngay giữa trận chiến để giúp di tản hầu hết thủy thủ đoàn, trong khi một nhóm nòng cốt đã nỗ lực kiểm soát hư hỏng để cứu con tàu. Nó sau đó hộ tống hai chiếc tàu khu trục hư hại rút lui dọc xuống "Cái Khe" để quay trở về vịnh Purvis.
Vào ngày 17 tháng 10, Taylor rời khu vực Nam Solomon cùng các đơn vị khác thuộc Đội khu trục 41 để hộ tống một đoàn tàu chở quân đi Efate, nơi họ trình diện để nhận nhiệm vụ cùng Lực lượng Đặc Nhiệm 37. Từ ngày 23 đến ngày 26 tháng 10, nó thực hiện chuyến đi khứ hồi giữa Efate và Nouméa, hộ tống cho chiếc Lassen (AE-3) đi Nouméa và Aldebaran (AF-10) đi Efate.
Taylor và các tàu đồng đội được điều động vào Lực lượng Trung tâm Thái Bình Dương vào ngày 31 tháng 10 để chuẩn bị cho một loạt các cuộc tấn công đổ bộ, bắt đầu bằng việc chiếm đóng quần đảo Gilbert. Trong nhiệm vụ này, nó được phân vào thành phần hộ tống cho Đội đặc nhiệm 50.1, được xây dựng chung quanh các tàu sân bay Lexington (CV-16), Yorktown (CV-10) và Cowpens (CVL-25). Con tàu đã bảo vệ cho cuộc không kích lên Jaluit và Mili thuộc quần đảo Marshall vào tháng 11 để chuẩn bị cho Chiến dịch quần đảo Gilbert. Khi diễn ra cuộc đổ bộ, chiếc tàu khu trục đã bảo vệ lực lượng khỏi các cuộc tấn công bởi máy bay và tàu ngầm đối phương, trong khi các tàu sân bay duy trì quyền khống chế trên không. Sau các hoạt động tại khu vực Gilbert, nó cùng các tàu sân bay không kích khu vực quần đảo Marshall, và đã cùng La Vallette và tàu tuần dương hạng nặng San Francisco (CA-38) bắn rơi hai trong số bốn chiếc Nakajima B5N "Kate" đối phương tìm cách tấn công lực lượng vào ngày 4 tháng 12.

### 1944
Sau đợt này, Taylor được cho quay trở về Hoa Kỳ để đại tu, về đến San Francisco vào ngày 16 tháng 12 năm 1943. Sau khi hoàn tất sửa chữa, nó ra khơi vào ngày 1 tháng 2 năm 1944, quay trở lại Trung tâm Thái Bình Dương ngang qua Trân Châu Cảng. Nó đi đến Kwajalein thuộc quần đảo Marshall vào ngày 18 tháng 2, rồi hộ tống một đoàn tàu vận tải đi đảo san hô Eniwetok, nơi nó tham gia thành phần bảo vệ cho các tàu sân bay hộ tống Coral Sea (CVE-57) và Corregidor (CVE-58) vào ngày 29 tháng 2. Đơn vị đặc nhiệm rời Eniwetok vào ngày 29 tháng 2 để đi Trân Châu Cảng, đến nơi vào ngày 3 tháng 3. Sau 12 ngày sửa chữa và huấn luyện, nó lại lên đường từ Trân Châu Cảng trong thành phần hộ tống cho các tàu sân bay Sangamon (CVE-26), Suwannee (CVE-27), Chenango (CVE-28) và Santee (CVE-29), đi đến vịnh Purvis gần Guadalcanal vào ngày 27 tháng 3. Nó ở lại đây cho đến ngày 5 tháng 4, khi nó lên đường đi vịnh Milne, Papua New Guinea để tạm thời làm nhiệm vụ cùng Đệ Thất hạm đội.
Taylor đi đến vịnh Milne vào ngày 7 tháng 4, rồi lên đường đi mũi Sudest vào ngày hôm sau, nơi nó gia nhập Lực lượng Đặc nhiệm 77cho cuộc tấn công đổ bộ lên vịnh Humboldt. Trong quá trình tấn công, nó hộ tống cho các tàu sân bay và hoạt động như một tàu dẫn đường chiến đấu cho đến ngày 24 tháng 4, khi nó được cho tách ra để hộ tống một đoàn tàu vận tải quay trở lại mũi Sudest. Từ đây nó tiếp tục đi đến vịnh Morobe, nơi con tàu trải qua phần còn lại của tháng 4 bảo trì cặp bên mạn tàu tiếp liệu khu trục Dobbin (AD-3). Sang đầu tháng 5, nó hộ tống một đoàn tàu vận tải đi từ mũi Cretin đến khu vực tấn công Hollandia, và một lần nữa hoạt động như một tàu dẫn đường chiến đấu. Chiếc tàu khu trục quay trở lại mũi Cretin vào ngày 7 tháng 5, rồi lên đường hai ngày sau đó hộ tống một đoàn tàu đổ bộ LST đi đến nhóm quần đảo Russell thuộc Solomon. Vào ngày 13 tháng 5, nó trình diện cùng Đệ Tam hạm đội tại khu vực Solomon, tách khỏi đoàn tàu vận tải rồi lại hộ tống một đoàn tàu khác đi Nouvelle-Calédonie.
Taylor cùng Đội khu trục 41 khởi hành từ Nouméa vào ngày 24 tháng 5 để quay trở lại khu vực Solomon, đi đến căn cứ hoạt động tại cảng Blanche vào ngày 27 tháng 5. Nó hoạt động từ cảng này khắp khu vực phía Bắc Solomon và quần đảo Bismarck cho đến đầu tháng 8. Trong đêm 28-29 tháng 5, nó tuần tra ngoài khơi đồn điền Medina trên đảo New Ireland trong khi các tàu chị em bắn phá khu vực này để vô hiệu hóa các khẩu đội pháo bờ biển đối phương. Từ ngày 1 đến ngày 6 tháng 6, nó hoạt động cùng Đội khu trục 41 trong nhiệm vụ tuần tra chống tàu ngầm; rồi từ ngày 7 đến ngày 14 tháng 6, Đội khu trục 41 đã tham gia cùng Đội đặc nhiệm 30.4 trong các hoạt động tìm-diệt chống tàu ngầm. Vào ngày 10 tháng 6, nó tấn công bằng mìn sâu vào một tàu ngầm đối phương, buộc đối thủ phải nổi lên, và tiếp tục gây hư hại cho đối phương bằng hải pháo. Chiếc tàu ngầm đối phương lại lặn xuống, và chiếc tàu khu rục lại tấn công thêm hai lượt mìn sâu, có thể đã tiêu diệt đối phương. Nó quay trở lại cảng Blanche vào ngày 15 tháng 6, và tiếp tục hoạt động tại khu vực phụ cận cho đến đầu tháng 8.
Taylor được điều động từ Đệ Tam hạm đội sang Đệ Thất hạm đội vào ngày 5 tháng 8, và bắt đầu thực hành bắn phá tại khu vực Aitape thuộc New Guinea vào cuối tháng 8, và thực hành đổ bộ tại vịnh Moffin vào ngày 6 tháng 9. Các hoạt động này là nhằm chuẩn bị cho cuộc đổ bộ lên đảo Morotai tại Đông Ấn thuộc Hà Lan vào ngày 15 tháng 9. Trong thời gian còn lại của tháng, nó hoạt động như một tàu dẫn đường chiến đấu và như một đơn vị hộ tống phòng không và chống tàu ngầm cho lực lượng tấn công. Nó cũng hộ tống các đoàn tàu vận tải đi đến khu vực đổ bộ cho đến giữa tháng 10.
Từ ngày 18 đến ngày 24 tháng 10, nằm trong thành phần hộ tống một thê đội tăng cường thứ hai cho cuộc đổ bộ lên Leyte. Trong một đợt không kích của Nhật Bản vào ngày 24 tháng 10, chiếc tàu khu trục đã thả màn khói ngụy trang để bảo vệ các tàu vận tải; và khi Trận chiến eo biển Surigao diễn ra đêm hôm đó, nó và các tàu khu trục khác cùng đội thả neo gần lối ra vào vịnh San Pedro. Cho dù không trực tiếp tham gia trận chiến, nó gia nhập cùng lực lượng hỗ trợ vào sáng hôm sau. Sau đó nó tuần tra tại khu vực lân cận đảo Dinagat cùng Đơn vị Tấn công Ngư lôi. Trong các ngày 27 và 28 tháng 10, nó hộ tống cho Đội đặc nhiệm tàu sân bay hộ tống 77.4, cứu vớt một phi công bị bắn rơi từ tàu sân bay Enterprise (CV-6) và một thủy thủ từ tàu sân bay hộ tống Petrof Bay (CVE-80). Nó phải thường xuyên chống trả các đợt không kích của đối phương.
Vào ngày 29 tháng 10, Taylor gia nhập Đội đặc nhiệm 77.2 và rời khu vực vịnh Leyte. Sau khi ghé qua cảng Seeadler, đảo san hô Ulithi và Kossol Roads, nó quay trở lại vịnh Leyte vào ngày 16 tháng 11, rồi từ đó cho đến ngày 29 tháng 11, đã tiếp tục hộ tống cho Đội đặc nhiệm 77.2 và tuần tra lối ra vào eo biển Surigao. Nó cùng các tàu khu trục khác phải thường xuyên chống trả các đợt không kích nặng nề của đối phương, mà cao điểm là đợt tấn công tự sát của máy bay Kamikaze và máy bay ném bom bổ nhào vào ngày 29 tháng 11. Con tàu đã bắn rơi một máy bay đối phương và trợ giúp để tiêu diệt hai chiếc khác trước khi rời vịnh Leyte trong gần một tháng để đi cảng Seeadler. Nó quay trở lại Leyte vào ngày 28 tháng 12 để chuẩn bị cho cuộc đổ bộ lên Luzon.

### 1945
Taylor rời vịnh Leyte vào ngày 4 tháng 1 năm 1945 trong thành phần hộ tống các tàu tuần dương thuộc lực lượng bảo vệ. Sang ngày hôm sau, nó trông thấy hai quả ngư lôi hướng về phía đội hình; sau khi phát cảnh báo tàu ngầm, nó tung đợt tấn công bằng mìn sâu vào một tàu ngầm bỏ túi đối phương, rồi hục vào đối thủ để đánh chìm nó. Khi lực lượng Đồng Minh tiếp cận vịnh Lingayen và trong những ngày sau cuộc đổ bộ ban đầu, đối phương quyết liệt phản công bằng hàng loạt các cuộc không kích. Hỏa lực phòng không của con tàu đã trợ giúp bắn rơi ít nhất hai kẻ tấn công. Cho đến cuối tháng 1, nó làm nhiệm vụ hộ tống các tàu tuần dương và tàu sân bay hộ tống trong tuần tra về phía Tây Luzon.
Từ đầu tháng 2 đến giữa tháng 6, Taylor hoạt động từ vịnh Subic, Philippines. Từ ngày 13 đến ngày 18 tháng 2, nó tham gia một đợt bắn phá mạnh mẽ xuống Corregidor và khu vực vịnh Mariveles tại Luzon để hỗ trợ cho các hoạt động quét mìn, và dọn đường cho đợt tấn công của lực lượng nhảy dù. Sang đầu tháng 3, nó hỗ trợ cho việc tái chiếm Zamboanga trên đảo Mindanao, nơi các khẩu pháo của nó đã giúp phá hủy các cơ sở đối phương trên bờ. Nó cũng bảo vệ cho các tàu quét mìn khi họ dọn sạch tuyến đường cho lưc ̣ lượng tấn công. Đến ngày 15 tháng 3, nó quay trở lại Corregidor nơi nó bắn phá các hang động cố thủ đối phương trên sườn núi phía Tây hòn đảo. Sang ngày 26 tháng 3, nó tham gia cuộc tấn công đổ bộ lên đảo Cebu, nơi nó hợp cùng các tàu tuần dương Boise (CL-47), Phoenix (CL-46); các tàu khu trục Fletcher (DD-445), Nicholas, Jenkins (DD-447) và Abbot (DD-629) tiến hành một đợt bắn phá chuẩn bị mạnh mẽ.
Sau một lượt nghỉ ngơi ngắn tại Manila, Taylor rời Philippines cùng Boise, Phoenix, hai tàu chiến Australia và bốn tàu khu trục Hoa Kỳ khác để hỗ trợ cho chiến dịch tấn công đổ bộ lên phía Bắc Borneo. Trên đường đi, nó bắt giữ năm lính Nhật đang tìm cách đào thoát khỏi Tawi Tawi trên một chiếc bè. Lực lượng đi đến khu vực phụ cận của Tarakan vào ngày 27 tháng 4, một đảo nhỏ ngoài khơi bờ biển phía Đông Borneo và phía Bắc eo biển Makassar, tiến hành bắn phá chuẩn bị và bắn hỏa lực theo yêu cầu. Nó hoạt động tại khu vực này cho đến ngày 3 tháng 5, hai ngày sau cuộc đổ bộ chính, khi nó rời Tarakan để tiếp tục nhiệm vụ tại Philippines, tiến hành các hoạt động huấn luyện.
Vào giữa tháng 6, Taylor gia nhập Đệ Tam hạm đội tại vịnh Leyte và hoạt động cùng lực lượng này cho đến hết chiến tranh, hộ tống cho nhiều đội đặc nhiệm khác nhau. Nó hộ tống cho các tàu sân bay trong các chiến dịch ở phía Nam Okinawa vào cuối tháng 6, bao gồm các cuộc không kích xuống Sakishima Gunto. Vào ngày 25 tháng 6, nó quay trở lại vịnh Leyte và ở lại đây cho đến ngày 8 tháng 7, khi nó lên đường trong thành phần hộ tống cho Đội đặc nhiệm 30.8, một đội tiếp liệu phục vụ hỗ trợ cho các tàu sân bay nhanh thuộc Lực lượng Đặc nhiệm 38. Chiếc tàu khu truc hoạt động cùng Đội đặc nhiệm 30.8 ngoài khơi Honshū cho đến ngày 3 tháng 8, khi nó gia nhập thành phần hộ tống cho Đội đặc nhiệm 38.4, một đội đặc nhiệm tàu sân bay nhanh. Đến ngày 8 tháng 8, nó lại hoạt động cùng đội tiếp liệu trong năm ngày, và đến ngày 13 tháng 8, nó gia nhập trở lại Đội đặc nhiệm 38.4 cho những hoạt động tác chiến cuối cùng xuống Chính quốc Nhật Bản.
Sau khi Nhật Bản đầu hàng vào ngày 15 tháng 8 kết thúc cuộc xung đột, Taylor tiếp tục tuần tra ngoài khơi Honshū cùng các tàu sân bay nhanh, và đến ngày 23 tháng 8, theo mệnh lệnh của Đô đốc William Halsey, Tư lệnh Đệ Tam hạm đội, nó cùng các tàu chị em đồng đội lâu năm Nicholas và O'Bannon thuộc Hải đội Khu trục 21 hình thành nên lực lượng hộ tống cho thiết giáp hạm Missouri (BB-63), và là một trong những tàu chiến Hoa Kỳ đầu tiên tiến vào vịnh Tokyo, đến nơi vào ngày 29 tháng 8. Chiếc tàu khu trục đã có mặt khi diễn ra lễ ký kết văn kiện đầu hàng chính thức trên boong chiếc Missouri vào ngày 2 tháng 9, và đã đưa đón các thông tín viên Đồng Minh tường thuật cho buổi lễ. Nó tiếp tục ở lại Viễn Đông cho đến ngày 10 tháng 10, khi nó rời vịnh Tokyo lên đường quay trở về Hoa Kỳ, về đến San Francisco vào ngày 1 tháng 11, và bắt đầu được chuẩn bị để ngừng hoạt động. Con tàu xuất biên chế vào ngày 31 tháng 5 năm 1946, và được đưa vào thành phần dự bị tại San Diego.

### Chiến tranh Triều Tiên
Sau bốn năm bị bỏ không, Taylor được chuyển đến Xưởng hải quân San Francisco vào ngày 9 tháng 5 năm 1950, và sau ba ngày bắt đầu được cải biến thành một tàu khu trục hộ tống. Đang khi được cải biến, nó chính thức được xếp lại lớp thành DDE-468 vào ngày 2 tháng 1 năm 1951, và con tàu được tái biên chế tại San Francisco vào ngày 3 tháng 12 năm 1951 dưới quyền chỉ huy của Trung tá Hải quân Sheldon H. Kinney. Nó ra khơi vào ngày 3 tháng 2 năm 1952 cho chuyến đi chạy thử máy kéo dài hai tháng ngoài khơi San Diego, và đến ngày 24 tháng 3 đã lên đường đi sang cảng nhà mới tại Trân Châu Cảng, đến nơi vào ngày 30 tháng 3. Sau hai tháng thực tập huấn luyện tại quần đảo Hawaii, chiếc tàu khu trục hộ tống lên đường đi sang Tây Thái Bình Dương lần đầu tiên kể từ sau Thế Chiến II, ghé qua đảo san hô Midway và Yokosuka, Nhật Bản trước khi gia nhập Lực lượng Đặc nhiệm 77 vào ngày 16 tháng 6, và hộ tống các tàu sân bay trong những hoạt động không lực ngoài khơi bờ biển Triều Tiên, trong khuôn khổ cuộc Chiến tranh Triều Tiên.
Trong thời gian năm tháng hoạt động tại Viễn Đông, Taylor trải qua nhiều nhiệm vụ khác nhau. Thoạt tiên nó hoạt động cùng các tàu sân bay nhanh và bắn phá các vị trí do đối phương chiếm giữ dọc theo bờ biển Triều Tiên. Vào giữa tháng 7, nó quay trở về Yokosuka để bảo trì, rồi tiếp tục ra khơi để tập trận, bao gồm nhiều tuần lễ thực hành tìm-diệt chống tàu ngầm. Đến ngày 1 tháng 8, nó gia nhập trở lại Lực lượng Đặc nhiệm 77, rồi sang tháng 9 đã tuần tra phong tỏa ngoài khơi Wonsan trong ba tuần lễ, nơi nó nhiều lần được yêu cầu bắn phá các khẩu đội pháo bờ biển đối phương cũng như các tuyến đường vận chuyển, đồng thời bảo vệ các tàu quét mìn trong hoạt động quét mìn luồng ra vào cảng hàng ngày. Cuối tháng đó, nó di chuyển xuống phía Nam cho một lượt tuần tra tại eo biển Đài Loan, khi nó có một kỳ nghỉ cuối tuần tại Hong Kong. Vào cuối tháng 10, chiếc tàu khu trục trở lên phía Bắc, nơi nó cùng hai tàu chiến Hải quân Hoàng gia Anh, tàu sân bay HMS Glory (R62) và tàu tuần dương HMS Birmingham (C19), tuần tra dọc bờ biển Triều Tiên. Đến ngày 21 tháng 11, nó quay trở về Yokosuka, chuẩn bị quay trở về nhà.
Trên đường đi Hawaii, đã hoạt động tuần tra tại khu vực Tây Thái Bình Dương, rồi đi vào Trân Châu Cảng vào ngày 8 tháng 12. Sau một tháng khi con tàu được bảo trì tại Xưởng hải quân Trân Châu Cảng và thủy thủ đoàn được nghỉ phép; trong ba tháng tiếp theo sau con tàu tiến hành chạy thử máy huấn luyện tại khu vực quần đảo Hawaii, khi thủy thủ đoàn được thay phiên bởi nhân sự mới. Vào ngày 2 tháng 5, 1953, Nó rời Trân Châu Cảng cho một lượt hoạt động tiếp theo tại Tây Thái Bình Dương.
Taylor đi đến Yokosuka vào ngày 12 tháng 5, và sau khi viếng thăm cảng này và Sasebo lại ra khơi gia nhập một đội tàu sân bay được hình thành chung quanh tàu sân bay hộ tống Bairoko (CVE-115) và tàu sân bay hạng nhẹ Anh HMS Ocean (R68) tại khu vực bờ biển phía Tây bán đảo Triều Tiên. Trong phần lớn thời gian, nó hộ tống các tàu sân bay, nhưng thỉnh thoảng lại tuần tra gần bờ biển do đối phương chiếm đóng nhằm răn đe ngăn chặn việc tấn công các đảo do lực lượng Liên Hợp Quốc trấn giữ. Nó quay trở về Sasebo vào ngày 1 tháng 6 để bảo trì trước khi đi đến Okinawa, nơi nó tiến hành huấn luyện chống tàu ngầm trong hai tuần. Đến ngày 25 tháng 6, chiếc tàu khu trục quay trở lại Yokosuka, nhưng lại lên đường ngay sau đó cho một lượt tuần tra eo biển Đài Loan. Trong đợt này, nó ghé thăm Hong Kong một lần nữa, cũng như Cao Hùng, nơi nó huấn luyện thủy thủ của Hải quân Trung Hoa dân quốc. Chiếc tàu khu trục quay trở về Yokosuka vào ngày 20 tháng 7, nơi nó được sửa chữa trong hai ngày trước khi rời khu vực Viễn Đông. Về đến Trân Châu Cảng vào ngày 31 tháng 7, và ngay ngày hôm sau đã vào xưởng hải quân để đại tu trong ba tháng.
Thời gian Taylor quay trở về Trân Châu Cảng trùng khớp với việc kết thúc xung đột tại Triều Tiên. Thỏa thuận ngừng bắn được ký kết vào ngày 27 tháng 7, khi chiếc tàu khu trục đang trên đường từ Yokosuka quay trở về nhà. Mặc dù nó tham gia một số hoạt động trong hai lượt phục vụ tại đây, chúng đều diễn ra tương đối êm ả trong hai năm sau cùng của cuộc chiến tranh.

### 1954 - 1962
Từ ngày 1 tháng 3, 1954 đến ngày 1 tháng 3, 1959, Taylor hoàn tất năm lượt bố trí sang khu vực Tây Thái Bình Dương. Trong mỗi đợt hoạt động, nó thực hành huấn luyện và viếng thăm các cảng Viễn Đông. Trong thời gian còn lại giữa các chuyến đi, nó hoạt động thường lệ ngoài khơi Trân Châu Cảng. Trong chuyến đi thứ sáu vào năm 1959-1960, nó viếng thăm Australia để tham gia lễ hội kỷ niệm chiến thắng trong Trận chiến biển Coral vào tháng 5, 1942. Sau khi về đến Trân Châu Cảng vào ngày 26 tháng 5, 1960, nó tiến hành các hoạt động thường lệ cho đến tháng 12, khi nó vào Xưởng hải quân Trân Châu Cảng cho một đợt đại tu, trước khi lại được phái sang khu vực Tây Thái Bình Dương vào tháng 8, 1961. Con tàu trải qua mùa Xuân và mùa Hè 1962 tại khu vực Trung tâm Thái Bình Dương, nơi nó hỗ trợ cho Chiến dịch Dominic, cuộc thử nghiệm bom nguyên tử trên tầng bình lưu. Sang tháng 10, nó quay trở về Hawaii cho một đợt sửa chữa kéo dài đến hết năm đó. Vào lúc này nó được xếp lớp trở lại như một tàu khu trục, và mang ký hiệu lườn cũ DD-468 vào ngày 7 tháng 8, 1962.

### 1962 - 1965
Taylor tiến hành các hoạt động tại chỗ trong khu vực quần đảo Hawaii trong suốt thời gian còn lại của năm 1962 và sáu tháng đầu năm 1963. Nó khởi hành từ Trân Châu Cảng vào ngày 4 tháng 6, 1963 cùng một đội đặc nhiệm tìm diệt tàu ngầm để hoạt động cùng Đệ Thất hạm đội. Trong lượt bố trí này, con tàu đã ghé qua Kobe, Nhật Bản; Hong Kong; Okinawa và Kushiro, Hokkaidō cũng như các cảng căn cứ Yokosuka, Sasebo và vịnh Subic. Nó cũng tiến hành những đợt thực tập huấn luyện song phương và đa phương, trước khi hoàn tất lượt bố trí tại Trân Châu Cảng vào ngày 29 tháng 11. Chiếc tàu khu trục lại tiếp tục các hoạt động tại chỗ tại khu vực Hawaii cho đến tháng 4, 1964, khi nó vào ụ tàu cho một đợt đại tu kéo dài ba tháng. Khi hoàn tất việc sửa chữa vào tháng 7, nó tiếp tục hoạt động tại Hawaii.
Taylor rời Trân Châu Cảng vào ngày 23 tháng 11, 1964 cùng tàu sân bay Yorktown (CV-10) và tàu khu trục Thomason (DD-746) để hướng sang Viễn Đông. Lực lượng đi ngang qua Midway trước khi đi đến Yokosuka vào ngày 3 tháng 12, để rồi lại ra khơi bốn ngày sau đó cho một đợt thực tập huấn luyện phối hợp phòng không và chống tàu ngầm cùng tàu sân bay Hancock (CVA-19) và tàu khu trục Strauss (DDG-16) gần Okinawa. Nó quay trở lại cảng Sasebo vào ngày 19 tháng 12, nơi thủy thủ đoàn được nghỉ ngơi nhân dịp lễ Giáng sinh và năm mới 1965.
Vào ngày 4 tháng 1, 1965, Taylor rời Sasebo để gia nhập cùng Yorktown và Thomason cho một chuyến đi đến Hong Kong. Lực lượng ở lại thuộc địa của Đế quốc Anh này trong năm ngày trước khi rời cảng cho một loạt các hoạt động tại vùng biển Philippine; và sau khi hoàn tất, con tàu đi đến vịnh Subic vào ngày 24 tháng 2. Nó ở lại Philippine trong bốn ngày trước khi lên đường quay lại Sasebo, đến nơi vào ngày 3 tháng 3. Hai tuần sau đó, con tàu lên đường đi Biển Đông, đi đến ngoài khơi bờ biển Việt Nam vào ngày 21 tháng 3, bắt đầu một đợt tuần tra kéo dài năm tuần. Đến ngày 27 tháng 4, nó quay trở lại Yokosuka cho một chặng dừng ngắn từ ngày 3 đến ngày 6 tháng 5 trước khi quay trở lại Hawaii, đến nơi vào ngày 13 tháng 5. Vào ngày 6 tháng 12, chiếc tàu khu trục vào ụ tàu cho một đợt đại tu.

### 1966 - 1967
Taylor rời xưởng hải quân vào giữa tháng 1, 1966, rồi cùng các tàu chiến khác cùng thuộc Đội khu trục 111 rời Trân Châu Cảng vào ngày 7 tháng 2 để hướng sang khu vực Tây Thái Bình Dương. Nó đi đến Yokosuka, Nhật Bản mười ngày sau đó, nhưng phải trải qua tám ngày tiếp theo sửa chữa những hư hại trong chuyến đi. Đến ngày 25 tháng 2, nó rời Yokosuka để gia nhập Đội đặc nhiệm 70.4 nhằm hoạt động ngoài khơi Việt Nam từ ngày hôm sau. Con tàu tuần tra tại vùng biển Việt Nam cho đến giữa tháng 3, khi nó chuyển hướng lên phía Bắc để tuần tra tại eo biển Đài Loan, viếng thăm Cao Hùng trong thời gian ở lại vùng biển Đài Loan. Nó rời nhiệm vụ này vào ngày 12 tháng 4, ghé qua Hong Kong trong năm ngày, và đến ngày 21 tháng 4 bắt đầu tham gia Trạm Yankee để hỗ trợ cho các hoạt động trên bộ của lực lượng Hoa Kỳ và Nam Việt Nam.
Trong số các nhiệm vụ mà Taylor thực hiện, nó từng hướng các khẩu pháo chính vào bờ để hỗ trợ hải pháo từ ngày 28 tháng 4 đến ngày 1 tháng 5. Con tàu được bảo trì tại Sasebo trong tháng 5, và thực hành chống tàu ngầm từ ngày 26 tháng 5 đến ngày 10 tháng 6 trước khi quay trở lại nhiệm vụ tuần tra eo biển Đài Loan từ ngày 11 tháng 6 đến ngày 5 tháng 7. Gia nhập trở lại Đội đặc nhiệm 70.4 vào ngày 7 tháng 7, chiếc tàu chiến đi đến Yokosuka vào ngày hôm sau, và sau một tuần lễ chuẩn bị, nó rời Yokosuka để quay trở về Trân Châu Cảng, đến nơi vào ngày 22 tháng 7.
Từ ngày 2 tháng 8, Taylor bắt đầu một giai đoạn bảo trì bên cạnh tàu tiếp liệu khu trục Prairie (AD-15), vốn kéo dài cho đến cuối tháng. Sau một chuyến đi thực hành tác xạ ngắn, nó nghỉ ngơi với biên chế cắt giảm cho đến cuối tháng 11, và sang đầu tháng 12 đã thực hiện một chuyến đi khứ hồi đến Pago Pago, Samoa. Nó quay trở về Trân Châu Cảng vào ngày 16 tháng 12 để bảo trì và nghỉ ngơi dịp lễ cuối năm. Sang đầu năm 1967, con tàu hoạt động tại chỗ chung quanh Hawaii, đồng thời bảo trì chuẩn bị cho đợt bố trí tiếp theo sang Viễn Đông.
Taylor khởi hành từ Trân Châu Cảng vào ngày 18 tháng 4 để gia nhập cùng Đệ Thất hạm đội tại Tây Thái Bình Dương. Nó chuyển quyền chỉ huy từ Đệ Nhất hạm đội sang Đệ Thất hạm đội vào ngày 25 tháng 4, và tiến vào cảng Yokosuka ba ngày sau đó. Nó tham gia các cuộc thực tập cùng các tàu chiến thuộc Lực lượng Phòng vệ biển Nhật Bản và của Hải quân Cộng hòa Hàn Quốc trong tháng 6, và sau hai ngày ở lại cảng Sasebo, nó lên đường vào ngày 19 tháng 6 cho lượt phục vụ đầu tiên tại Trạm Yankee, địa điểm tập trung của Lực lượng Đặc nhiệm 77 ngoài khơi bờ biển Bắc Việt Nam.
Từ ngày 22 tháng 5 đến ngày 25 tháng 6, Taylor phục vụ hộ tống và canh phòng máy bay cho tàu sân bay Hornet (CV-12) trong vịnh Bắc Bộ, đồng thời bắn hải pháo hỗ trợ cho lực lượng trên bờ. Nó đi đến vịnh Subic vào ngày 27 tháng 6, được bảo trì, nghỉ ngơi và viếng thăm Manila trước khi lại ra khơi vào ngày 10 tháng 7 để tham gia cuộc tập trận "Sea Dog."của khối SEATO. Từ ngày 26 đến ngày 28 tháng 7, con tàu viếng thăm Bang Saen trong vịnh Thái Lan, trải qua năm ngày tiếp theo tại Trạm Yankee trước khi đi đến cảng Cao Hùng, Đài Loan vào ngày 3 tháng 8, và ở lại đây cho đến ngày 15 tháng 8. Con tàu quay trở lại vùng biển Việt Nam, và từ ngày 19 tháng 8 đến ngày 11 tháng 9 đã hoạt động hỗ trợ hải pháo cho lực lượng chiến đấu trên bộ dọc theo bờ biển Nam Việt Nam. Nó lên đường vào ngày 12 tháng 9, ghé qua Hong Kong trong năm ngày, trở lại vịnh Bắc Bộ trước khi đi đến Yokosuka vào ngày 11 tháng 10. Năm ngày sau, nó khởi hành quay trở về Hawaii.

### 1968 - 1969
Taylor về đến Trân Châu Cảng vào ngày 23 tháng 10, nơi nó được đại tu kể từ ngày 11 tháng 12, việc sửa chữa và cải biến kéo dài sang đầu năm 1968. Sau khi hoàn tất đại tu vào ngày 22 tháng 3, nó chạy thử máy vào đầu tháng 4, nhưng bộc lộ những khiếm khuyết về động cơ buộc nó tiếp tục phải sửa chữa cho đến cuối tháng. Con tàu tiến hành huấn luyện ôn tập trong tháng 5 và tháng 6, rồi lên đường đi San Diego, California vào ngày 27 tháng 6. Nó thực hành tác xạ tại khu vực đảo San Clemente từ ngày 3 đến ngày 11 tháng 7, trước khi lên đường đi Hawaii. Con tàu thực hành bắn phá tại khu vực đảo Kahoolawe trên đường đi, rồi đi vào Trân Châu Cảng vào ngày 17 tháng 7. Nó lại lên đường ba tuần sau đó vào ngày 5 tháng 8 để hướng sang vịnh Bắc Bộ.
Sau các chặng dừng tiếp nhiên liệu tại Midway, Guam và vịnh Subic, Taylor đi đến ngoài khơi bờ biển Việt Nam vào ngày 21 tháng 8. Nó phục vụ canh phòng máy bay cho Intrepid (CVS-11) trong một ngày, rồi cùng chiếc tàu sân bay và các tàu khu trục Maddox (DD-731) và Preston (DD-795) lên đường đi Sasebo. Nó quay trở lại vịnh Bắc Bộ vào ngày 5 tháng 9, làm nhiệm vụ canh phòng máy bay cho tàu sân bay và tuần tra chống tàu ngầm. Đến ngày 19 tháng 9, nó tiếp cận gần bờ hơn để hỗ trợ hỏa lực cho lực lượng chiến đấu trên bộ; nhiệm vụ này kéo dài cho đến ngày 6 tháng 10, khi nó rời vùng chiến sự đi đến vịnh Subic để sửa chữa, tiếp liệu và tiếp đạn dược. Nó quay trở lại chiến trường vào ngày 20 tháng 10, làm nhiệm vụ bắn phá mục tiêu trên bờ dọc bờ biển Việt Nam, xen kẻ với chuyến viếng thăm thành phố cảng Cebu và vịnh Subic, cho đến đầu tháng 12. Con tàu rời vùng chiến sự vào ngày 4 tháng 12 để đi Yokosuka, đến nơi vào ngày 12 tháng 12, nơi nó trải qua kỳ nghỉ lễ Giáng Sinh, nhưng có mặt trở lại tại Trạm Yankee vào dịp đầu năm mới 1969.
Vào giữa tháng 1, 1969, Taylor rời khỏi vùng biển Việt Nam lần sau cùng, và sau khi ghé qua vịnh Subic, đảo Manus; Melbourne, Australia; Auckland, New Zealand; và Pago Pago, Samoa, nó về đến Trân Châu Cảng vào ngày 28 tháng 2. Một cuộc khảo sát vào tháng 5 đánh giá con tàu không còn phù hợp cho những hoạt động trong tương lai; nên vào đầu tháng 6, con tàu đi đến San Diego, California, nơi nó được cho xuất biên chế vào ngày 3 tháng 6. Tên nó được cho rút khỏi danh sách Đăng bạ Hải quân vào ngày 2 tháng 7, 1969, đồng thời được chuyển cho Ý.

### Lanciere(D560)
Con tàu tiếp tục phục vụ cùng Hải quân Ý như là chiếc Lanciere (D560) cho đến tháng 1, 1971; khi nó ngừng hoạt động, được tháo dỡ để làm nguồn phụ tùng cho các tàu chị em còn hoạt động cùng Hải quân Ý.

## Phần thưởng
Taylor được tặng thưởng mười lăm Ngôi sao Chiến trận do thành tích hoạt động trong Thế Chiến II, trở thành một trong những con tàu được tặng thưởng nhiều nhất trong chiến tranh. Nó còn được tặng thêm hai Ngôi sao Chiến trận khi phục vụ trong Chiến tranh Triều Tiên và sáu Ngôi sao Chiến trận nữa khi phục vụ trong Chiến tranh Việt Nam.